# Catch 22: Based on the Unwritten Story by Seanie Sugrue
Catch 22: Based on the Unwritten Story by Seanie Sugrue é um filme independente de suspense dos Estados Unidos. Foi apresentado primeiramente em alguns festivais de cinema nos Estados Unidos.

## Sinopse
Durante uma festa de despedida, cinco amigos presenciam uma menina que aparece morta inexplicavelmente. A situação piora quando o furacão Sandy é visto aparecer no horizonte.

## Elenco
- Phil Burke como Dude
- Brock Harris como Smoke
- Jayce Bartok como Vince
- Al Thompson como Bird
- Josh Folan como Todd, pai